# Gorski Dolen Trambesj
Gorski Dolen Trambesj (Bulgaars: Горски Долен Тръмбеш) is een dorp in Bulgarije. Het is gelegen in de gemeente Gorna Orjachovitsa in de oblast Veliko Tarnovo. Hemelsbreed ligt het dorp op 22 km afstand van de stad Veliko Tarnovo en 211 km ten noordoosten van de hoofdstad Sofia.

## Bevolking
Tussen 31 december 1934 (983 inwoners) en 31 december 2019 (313 inwoners) is de bevolking drastisch gekrompen. Anno 2019 is er weer sprake van een positieve bevolkingsgroei.
|  |

Alle 296 inwoners reageerden op de optionele volkstelling van 2011. Van deze 296 respondenten identificeerden 175 personen zichzelf als Bulgaarse Turken (59,1%), gevolgd door 117 etnische Bulgaren (39,5%) en 4 ondefinieerbare personen (1,4%).